# Palazzo della Curia (Salerno)

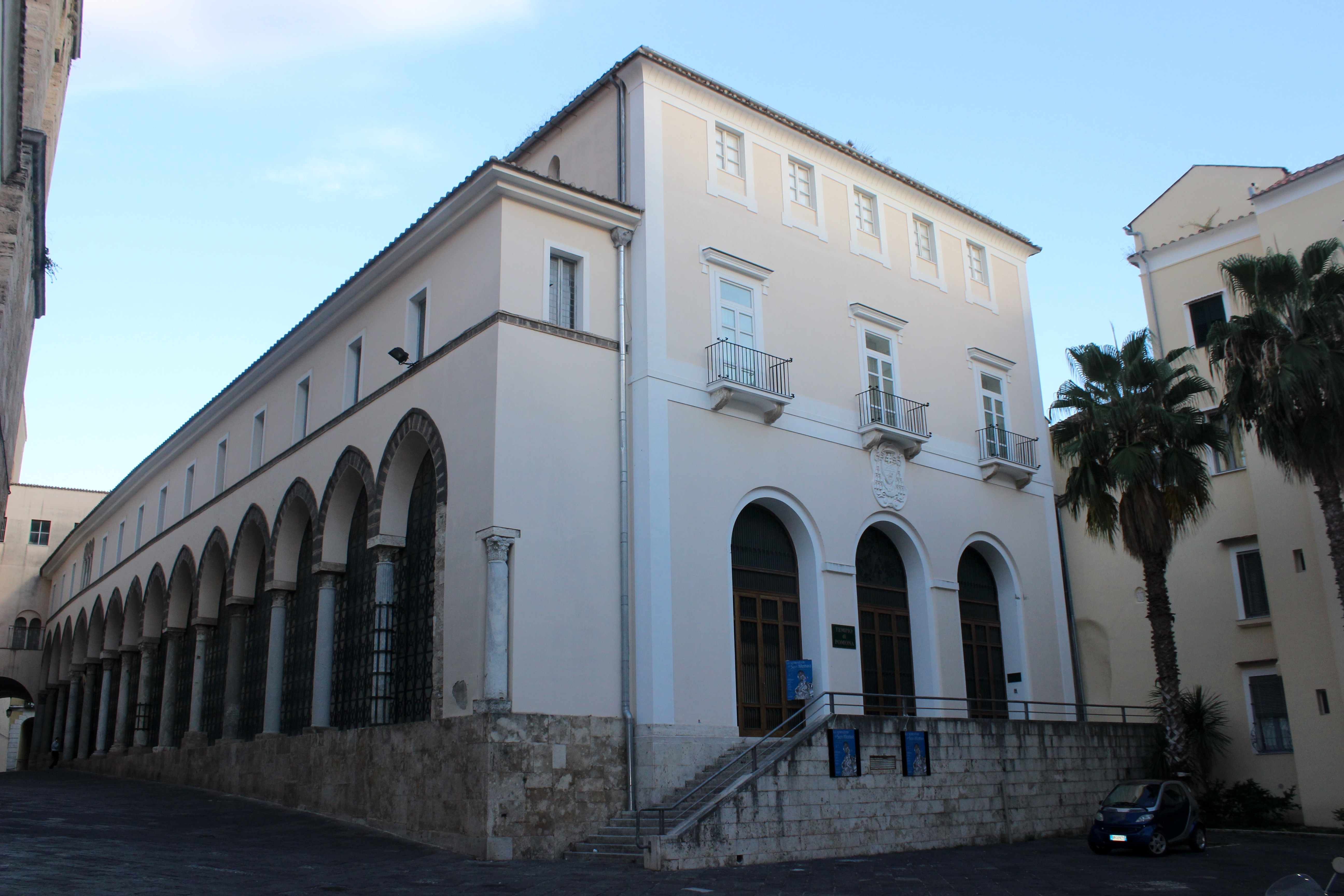
Palazzo della Curia in Salerno

Der Palazzo della Curia (auch Palazzo Arcivescovile) ist ein Palast aus dem 10. Jahrhundert neben dem Dom in der Via Roberto il Guiscardo, 2, im Zentrum von Salerno in der italienischen Provinz Kampanien.

## Geschichte
Vor dem Jahr 1000 wurde dieser Palast (auf den Resten eines altrömischen Gebäudes aus dem 4. Jahrhundert n. Chr.) erbaut, um die Kurie und den Erzbischof der Kathedrale von Salerno aufzunehmen. Seit 983 ist er Sitz des Erzbistums.
Später wurde der Palast wesentlich umgebaut und erweitert, insbesondere in der Spätrenaissance, als er unter der Leitung des Architekten Ferdinando Sanfelice sein heutiges Aussehen erlangte.
Heute schließt an das Erdgeschoss des Palastes der sogenannte Tempio di Pomona an und im Obergeschoss gibt es eine Verbindungsbrücke zum Dom.
Der Komplex des Palazzo della Curia ist um einen Innenhof errichtet, der fast in der Mitte des Gebäudes liegt. Dort finden sich Teile früherer Gebäude, wie Mauerreste, ein Portikus mit Spitzbogenvierungen auf nackten Marmorsäulen innen und außen, sowie Spuren von Säulen und Bögen. Die inneren Säulen gehören zum altrömischen Tempel der Pomona.
Spätere Untersuchungen haben gezeigt, dass nur die Säulen der Kolonnade außerhalb des Saales altrömischen Ursprungs sind und die anderen Abbruchmaterial vom Friedenstempel in Paestum und aus Ostia sind. Ebenfalls wiederverwendetes Abbruchmaterial ist eine an den Wänden des Saales montierte Steintafel, die an die Spende für einen Tempel durch einen Augustal erinnert.
Im Inneren des Palastes gibt es vier Gemälde von Francesco Solimena (namens „Der erregte Saul“, „Loth und seine Töchter“, „Sakrileg des Isaak“ und „Judith und Holufernes“), sowie einige von Francesco Giordano neben zahlreichen Gemälden aus dem 18. Jahrhundert.
Der Palast ist ungefähr 200 Meter von der alten Via dei Mercanti, der Hauptstraße des historischen Zentrums von Salerno, entfernt und wird in den Sommermonaten von vielen Touristen besucht.
Darüber hinaus ist vermerkt, dass der Palast während der Bombardements des Zweiten Weltkrieges und der nachfolgenden Landung der alliierten Truppen in Salerno beschädigt, aber in den 1950er-Jahren komplett umgebaut wurde.